# 韩际东
韩际东（1977年—），男性，河南柘城人，中国共产党党员，中华人民共和国政治人物。现任中共三门峡市卢氏县委副书记。

## 履历
2000年8月参加工作，2001年6月加入中国共产党，2004年1月进入政坛，历任三门峡市政府办公室科员、三门峡市政府办公室经济保障科科长、三门峡市政府办公室副主任、三门峡市人民政府副秘书长，市政府办党组成员兼市政府推进职能转变协调小组办公室常务副主任等职务。
2019年3月，韩际东进入卢氏县政坛，任中共卢氏县委副书记。2021年8月11日，中共卢氏县第十三次党代会第三次全体会议举行，他当选中共卢氏县委副书记。